# Klosterneuburg
Klosterneuburg (phát âm tiếng Đức: [ˈkloːstɐnɔɪ̯bʊʁk]; thường được người dân địa phương viết tắt là Kloburg) là một thị xã ở huyện Tulln bang Hạ Áo. Dân số Klosterneuburg khoảng 27.500 người. Tu viện Klosterneuburg được thành lập vào năm 1114 và ngay sau đó được trao cho Dòng Augustinô có tầm quan trọng đặc biệt về lịch sử.

## Địa lý

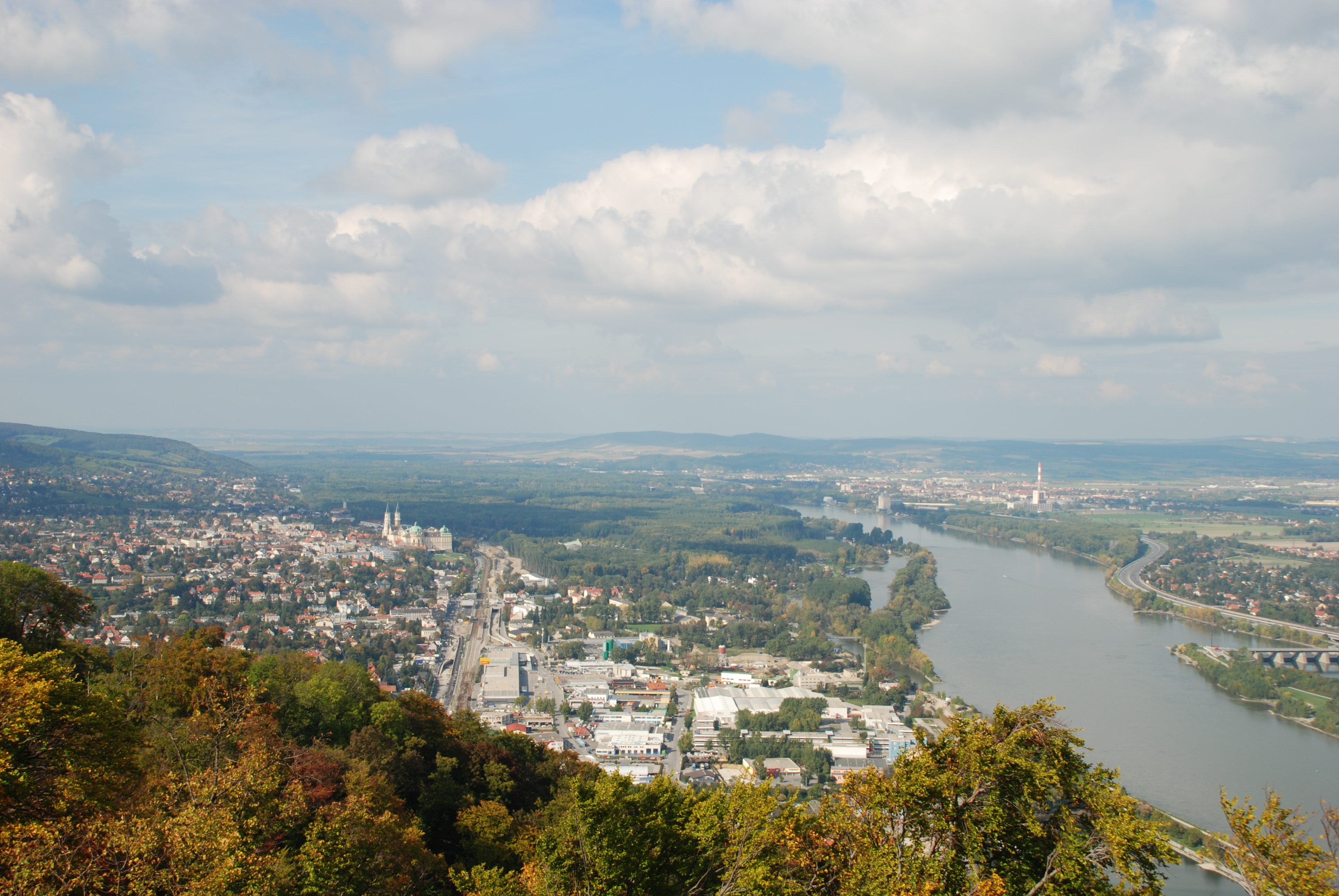
Klosterneuburg và Korneuburg (phía sau) nhìn từ Leopoldsberg

Klosterneuburg nằm bên sông Danube, phía bắc thủ đô Vienna, cách Vienna bởi các ngọn đồi Kahlenberg và Leopoldsberg của rừng Vienna. Klosterneuburg được tách ra khỏi thành phố sinh đôi Korneuburg ở tả ngạn sông Danube kể từ khi sông thay đổi dòng chảy vào thời Hậu kỳ Trung Cổ. Cả hai thị xã được kết nối với nhau bằng phà phản ứng. Khu vực thành phố bao gồm mũi phía bắc của Donauinsel cũng như Tháp viễn thông Exelberg cao 515 m (1.690 ft).
Vị trí tọa lạc của một trường công binh trước đây của Lực lượng vũ trang Áo, Klosterneuburg có nhiều tòa nhà quân sự và cửa hàng đồ cũ dự kiến sẽ được phát triển thành một khu phố mới rộng 12 ha vào năm 2030. Klosterneuburg cũng là trung tâm của một khu vực trồng nho làm rượu với một số loại nho quý, nhiều quán rượu  Heuriger  và Viện Nghề trồng nho làm rượu và khoa cây quả Liên bang, nơi Fritz Zweigelt đã lai tạo các giống nho làm rượu vang đỏ như nho Zweigelt và Blauburger.
Do vị trí đồi núi, Klosterneuburg có một số khu vực địa lý trong cộng đồng địa chính của Klosterneuburg-Stadt,Maria Gugging, Höflein an der Donau, Kierling, Kritzendorf, Weidling và Weidlingbach. Trung tâm thị xã có hai khu vực mua sắm chính là Niedermarkt và Rathausplatz cách nhau bởi một ngọn đồi dốc.
Thị xã được liên kết chặt chẽ với thủ đô của Áo và là nơi sinh sống của nhiều người giàu có nhất Hạ Áo. Nó có kết nối trực tiếp đến trung tâm thành phố Vienna qua đường cao tốc  Klosterneuburger Straße  (B14) thuộc mạng lưới Vienna S-Bahn trên tuyến Đường sắt Hoàng đế Franz Joseph (S40) từ Franz-Josefs-Bahnhof đến Tulln và dọc theo tuyến đường đi xe đạp Sông EV6. Thị xã phát triển công nghiệp nhẹ và mặc dù không thuộc Vienna nhưng gần như là một vùng ngoại ô của Vienna. Bảo tàng Essl về nghệ thuật đương đại và Viện Khoa học Công nghệ Áo được thành lập vào năm 2006 được đặt tại thị xã.

## Lịch sử
Các phát hiện khảo cổ cho thấy một khu định cư đã có từ thời kỳ Đồ đá mới. Trong kỷ nguyên La Mã (thế kỷ I đến thế kỷ V), một pháo đài của biên thành Danube  nằm tại Klosterneuburg ở biên giới phía tây bắc của Pannonia. Sau khi Charlemagne đánh bại người Avar, một khu định cư của Đế quốc Carolus ở Awarenmark mới thành lập được ghi là  Omundesdorf  có thể tương ứng với địa điểm này của thị xã. Bản thân Klosterneuburg lần đầu tiên được nhắc đến với cái tên  Nivvenburc  (Neuburg, "Lâu đài mới") trong một chứng thư năm 1108.

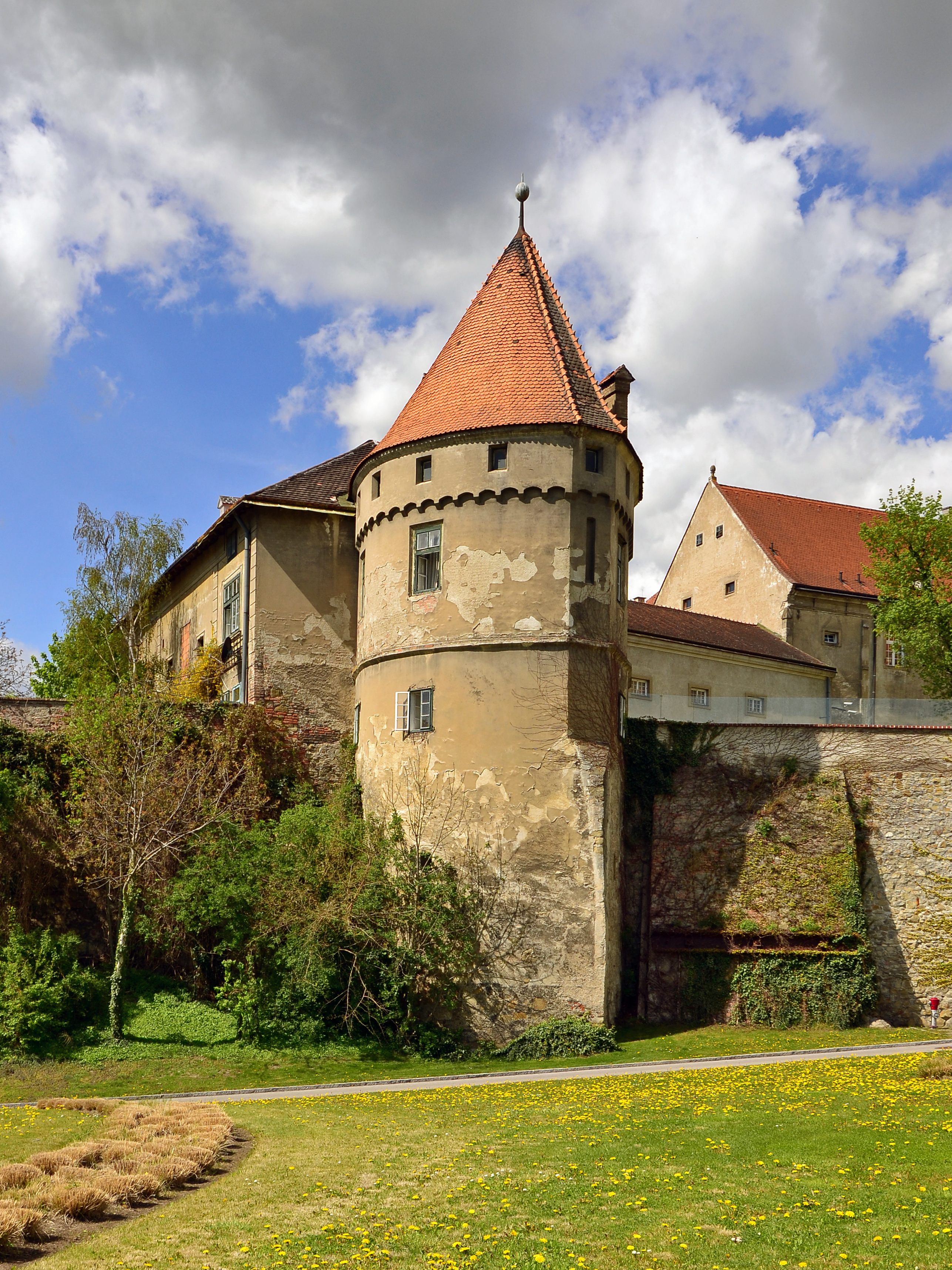
Tu viện và tường thành

Năm 1113, nó trở thành dinh thự của Phiên hầu tước nhà Babenberg Leopold III, vị thánh bảo trợ sau này của Phiên hầu quốc Áo. Năm 1114 Leopold trở thành con rể của hoàng đế Heinrich IV nhà Salier qua cuộc hôn nhân với Agnes của Waiblingen đã dựng lên một lâu đài công tước cùng với nhà thờ thuộc giáo hội trên một ngọn đồi tren bờ sông Danube, nơi mà ông đã chuyển giao cho các giáo sĩ Dòng Augustinô vào năm 1133. Dòng tu này là một trong những dòng tu lâu đời nhất và giàu có nhất ở Áo; dòng tu này sở hữu phần lớn đất đai mà ngày nay là vùng ngoại ô phía tây bắc Vienna. Sau đó, Công tước Leopold VI của Áo (mất năm 1230) cũng đã từng cư trú tại đây trong suốt thời gian trị vì của mình. Cũng chính tại đây, con trai cả của Leopold VI đã trèo cây ngã và chết. Khu phức hợp tu viện bao gồm nhà nguyện cũ năm 1318 với lăng mộ của Leopold và Bàn thờ Verdun có niên đại từ thế kỷ XII, kho bạc và phòng di tích, thư viện với 30.000 tập sách và nhiều bản thảo, phòng trưng bày hình ảnh, bộ sưu tập tiền xu, phòng thần học và quầy rượu, một kho tàng đồ sộ tương đương ở Heidelberg.
Chợ ở tả ngạn phát triển nhanh chóng cùng với tu viện nổi tiếng ở hữu ngạn. Sông Danube dù là một tuyến đường thương mại quan trọng nhưng cũng nhiều lần ảnh hưởng đến người dân vì lũ. Vào cuối thế kỷ XIII,  Klosterneuburg  (tu viện) và  Korneuburg  (chợ) đã tách biệt nhau ra. Sau đó, vua Albrecht I của Đức nhà Habsburg đã cấp đặc quyền thị trấn riêng cho Klosterneuburg vào năm 1298.
"Untere Stadt" không được kiên cố đã bị tàn phá bởi lực lượng Ottoman trong cuộc Cuộc vây hãm thành Vienna năm 1529 và Trận Viên năm 1683 trong khi "Obere Stadt" kiên cố đã được bảo vệ thành công trong cả hai cuộc chien này. Vào thế kỷ XVIII, Hoàng đế Karl VI, người không thể thắng trong Chiến tranh Kế vị Tây Ban Nha đã lập kế hoạch xây dựng lại khu phức hợp tu viện Klosterneuburg theo mô hình của El Escorial. Việc xây dựng các tòa nhà theo kiến trúc Baroque bắt đầu vào năm 1730.
Sau thất bại của Áo trong Trận Austerlitz năm 1805, thị xã bị quân đội của Napoléon chiếm đóng cho đến năm 1809. Là một thị trấn của các nhà sản xuất rượu trong thế kỷ XIX, Klosterneuburg đã phát triển thành một nơi giải trí và nơi ở của các quan chức Áo làm việc ở thủ đô. Trong thời  Anschluss  ở Áo đến Đức Quốc xã từ năm 1938, Klosterneuburg được hợp nhất thành quận thứ 26 của "Đại Vienna", đã được đảo ngược với việc thành lập thuộc huyện Wien-Umgebung năm 1954.
Vào cuối năm 2016, huyện Wien-Umgebung bị giải thể và Klosterneuburg trở thành một phần của Tulln.

## Chính trị

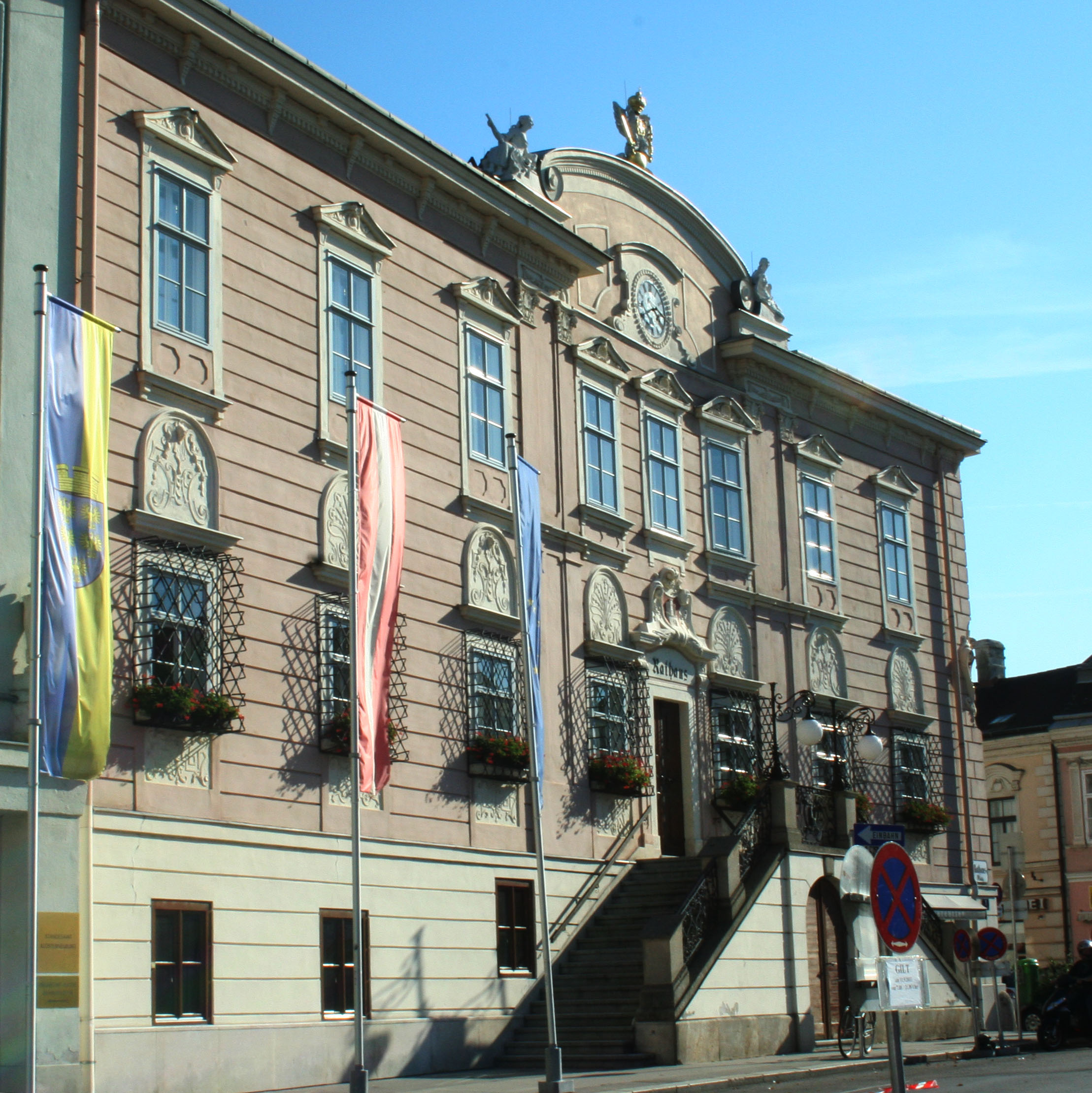
Tòa thị chính

Ghế trong hội đồng thị trấn ( Gemeinderat ) trong cuộc bầu cử địa phương tính đến  năm 2010:
- Đảng Nhân dân Áo (ÖVP): 24
- Đảng Dân chủ Xã hội Áo (SPÖ): 6
- Đảng Xanh: 5
- Đảng Tự do Áo (FPÖ): 2
- Plattform Unser Klsierneuburg  (Độc lập): 2
- Hofbauer  (Độc lập): 1
- Sozial Aktiv Unabhängig  (Độc lập): 1

## Thành phố sinh đôi và kết nghĩa
Klosterneuburg kết nghĩa với:
- Göppingen, Đức, kể từ năm 1971

## Công dân đáng chú ý

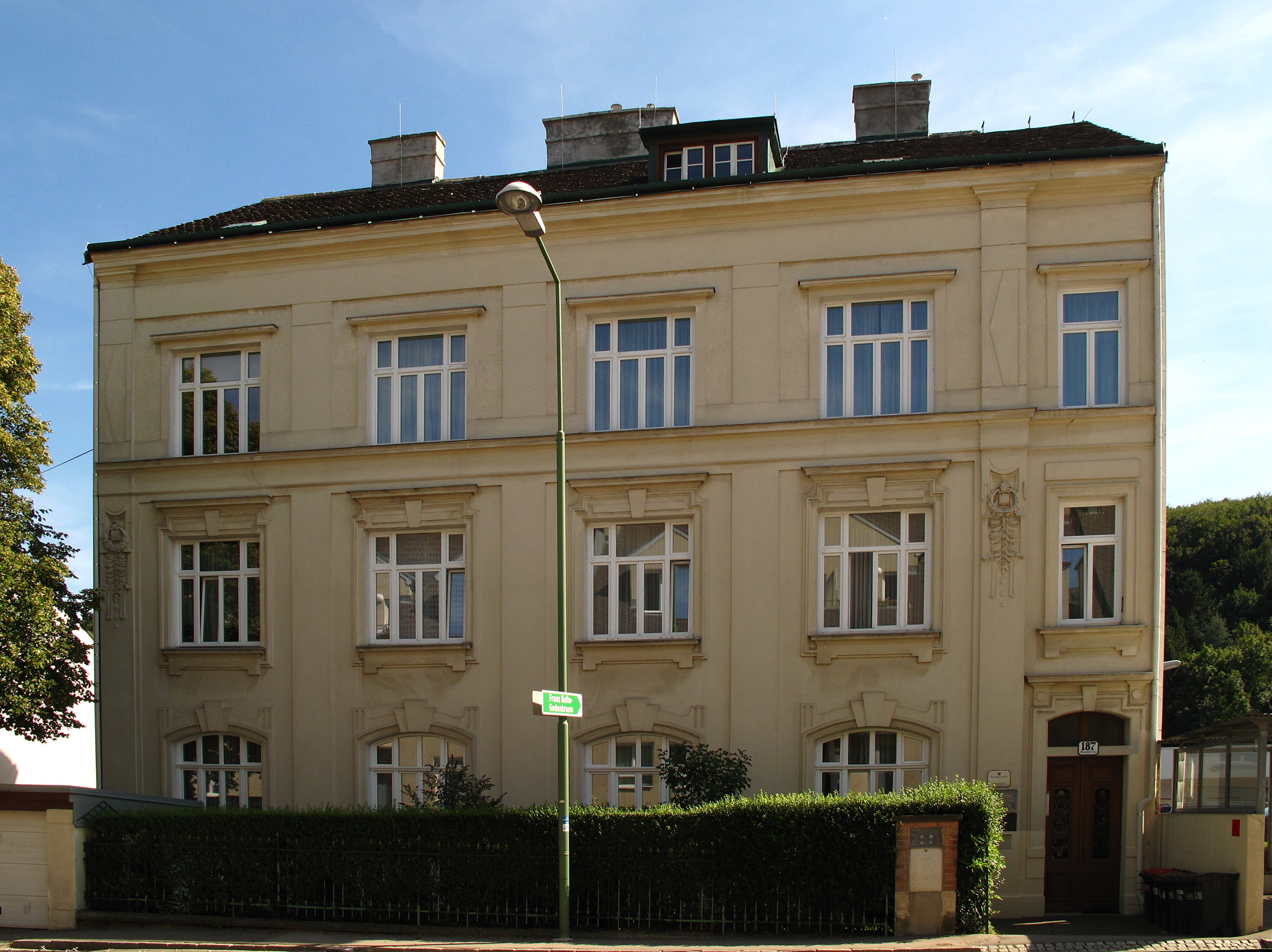
Viện điều dưỡng Kierling nơi Kafka qua đời năm 1924

- Otto von Freising (c.1114–1158), thành viên giáo hội và biên niên sử gia
- Johann Georg Albrechtsberger (1736–1809), nhạc sĩ
- Nikolaus Lenau (1802–1850), nhà thơ, được chôn cất tại nghĩa trang Weidling
- Walter Breisky (1871–1944), chính trị gia và thủ tướng Áo, chết ở Klosterneuburg
- Hans Ledwinka (1878–1967), nhà thiết kế ô tô
- Franz Kafka (1883–1924), tác giả, chết tại viện điều dưỡng Hoffmann ở Kierling
- Pius Parsch (1884–1954), linh mục, chết tại Klosterneuburg
- Ernst Plischke (1903–1992), kiến trúc sư
- Karl Rahm (1907–1947), sĩ quan  SS , chỉ huy của trại tập trung Theresienstadt bị hành quyết vì tội ác chiến tranh
- Ô. W. Fischer (1915–2004), diễn viên điện ảnh và sân khấu
- Hilde Gueden (1917-1988), giọng nữ cao người Áo, mất ở Klosterneuburg
- Leo Navratil (1921—2006), bác sĩ tâm thần, làm việc tại Maria Gugging Psychiatric Clinic
- Gustav Peichl (1928—2019), kiến trúc sư
- Helmut Senekowitsch (1933–2007), cầu thủ bóng đá, chết ở Klosterneuburg
- Herbert Prohaska (sinh năm 1955), cầu thủ bóng đá, sống ở Kierling
- Siegfried Selberherr (sinh năm 1955), nhà khoa học
- Karlheinz Essl, Jr. (sinh năm 1960), nhà soạn nhạc, nghệ sĩ biểu diễn và giáo viên sáng tác
- Michael Konsel (sinh năm 1962), thủ môn bóng đá
- Thomas Aigner (sinh năm 1964), nghệ sĩ giải trí truyền hình, nhà sản xuất phim tài liệu và giảng viên
- Martin Nowak (sinh năm 1965), nhà sinh vật học và toán học

## Tiền đúc

Đồng xu kỷ niệm Klosterneuburg

Klosterneuburg gần đây đã được chọn làm họa tiết chính cho đồng xu có giá trị cao của các nhà sưu tập: Đồng xu kỷ niệm Klosterneuburg. Mặt trái cho thấy quang cảnh tu viện từ sườn núi Leopoldsberg ở dãy Alps. Có thể nhìn thấy vương cung thánh đường kiểu Roman - Gothic cũng như mái vòm đồng với vương miện hoàng gia.